# Pilosocereus monoclonos
Pilosocereus monoclonos là một loài thực vật có hoa trong họ Cactaceae. Loài này được (DC.) Byles & G.D. Rowley miêu tả khoa học đầu tiên năm 1957.